# Ionel Teodoreanu
Ionel Teodoreanu (nume complet: Ioan-Hipolit Teodoreanu; n. 6 ianuarie 1897, Iași, România – d. 3 februarie 1954, București, România) a fost un romancier și avocat român interbelic, cunoscut mai ales pentru scrierile sale evocatoare ale copilăriei și adolescenței.

## Biografie
Ionel Teodoreanu s-a născut în Iași la 6 ianuarie 1897, în casa părinților săi de pe strada Ștefan cel Mare. Era cel de-al doilea fiu al avocatului Osvald Teodoreanu și al Sofiei Musicescu Teodoreanu, profesoară de pian la conservator. Bunicii săi sunt, dinspre tată, Alexandru Teodoreanu (magistrat) și Elencu Teodoreanu, iar dinspre mamă, Gavriil Musicescu (director al conservatorului și conducătorul corului mitropoliei) și Ștefania Musicescu. I-a avut ca frați pe Alexandru O. Teodoreanu (Păstorel) și Laurențiu Teodoreanu (Puiu), fratele mai mic, mort ca aviator voluntar, pe frontul din Franța, în 1918.
Primii doi ani de școală primară (1904-1906) i-a urmat la școala primară germană de pe str. „Pitar-Moș” din București, după care a revenit la Iași. Între 1908 și 1912 este elev al Liceului Internat din Iași (astăzi Colegiul Național „Costache Negruzzi”). Clasele superioare a V-a și a VI-a de liceu le continuă la Liceul Internat, după care se transferă la Liceul Național (astăzi Colegiul Național), urmând clasele a VII-a și a VIII-a, secția modernă, pe care le termină în 1916. După absolvirea liceului este încorporat într-o unitate militară din Botoșani.

Scriitorul împreună cu mama, soția și cei doi fii gemeni

Spre sfârșitul anului 1918, tânărul Ionel Teodoreanu a întâlnit-o pe viitoarea lui soție, Maria Ștefana Lupașcu, Lily, fiică a juristului și diplomatului Ștefan Lupașcu. Mama Mariei Lupașcu a fost Marie Mazurier, franțuzoaică din regiunea Munților Vosgi. Ionel și Lily s-au cunoscut la Iași, în împrejurările tulburi ale refugiului, prin intermediul fiicelor lui Delavrancea, refugiate la Iași, cu care tânăra Lilly era rudă apropiată. La rândul lor, fiicele lui Delavrancea frecventau aceleași medii ieșene pe care le frecventa și familia Teodoreanu, dată fiind, între altele, și pasiunea pentru muzică a Cellei Delavrancea, cât și a Sofiei Teodoreanu, mama viitorului scriitor. Apropierea dintre cei doi tineri s-a produs pe terenul comun al pasiunii pentru literatură, pasiune concretizată atât în setea de lectură, cât și în înclinația pentru scris.
La doi ani după terminarea liceului, Ionel Teodoreanu promovează, în trei sesiuni consecutive, toate examenele din cei trei ani de studii ai Facultății de Drept de la Universitatea din Iași. În 1920 i se eliberează diploma de licențiat în drept, pe baza examenului pe care îl trece cu un succes deosebit. În același an, la 15 februarie 1920 se căsătorește cu Ștefana Lupașcu (scriitoarea Ștefana Velisar Teodoreanu), ceremonia având loc în casa familiei Teodoreanu, de pe strada Kogălniceanu, în Iași. Un an mai târziu, la 3 februarie 1921 s-au născut cei doi fii gemeni, Ștefan și Osvald- Cezar.
Ionel Teodoreanu a murit la 3 februarie 1954, la vârsta de 58 de ani, în București, în timpul marelui viscol și a fost înmormântat la cimitirul Bellu.

## Activitatea literară
Ionel Teodoreanu a debutat în revista Însemnări literare în 1919 cu „Jucării pentru Lily”. Debutul editorial l-a avut cu volumul de nuvele „Ulița copilăriei” (1923). Este legat, ca și fratele său Păstorel Teodoreanu, eminent epigramist, de grupul Viața Românească, tutelat de Garabet Ibrăileanu. Prima descoperire a noului scriitor în mediul literar ieșean aparține lui Demostene Botez. Pe acesta, Ionel Teodoreanu îl cunoștea încă din anii de liceu. Fiind unul din animatorii Însemnărilor literare – de sub conducerea directă a lui Mihail Sadoveanu și George Topârceanu – și deja colaborator al lui Garabet Ibrăileanu, Demostene Botez îl prezintă marelui critic pe mai tânărul său prieten. Tenacitatea lui Garabet Ibrăileanu de a-l susține pe Ionel Teodoreanu, în care vedea un membru al grupării de la Viața Românească cu drepturi egale față de ceilalți, se sprijinea nu atât pe valoarea intrinsecă acordată „Jucăriilor pentru Lily”, cât pe speranțele mari pe care și le pune în viitorul artistic al protejatului său. Speranțele criticului nu sunt înșelate, și încă din primul an al noii ei apariții Viața românească începe să aibă în Ionel Teodoreanu pe unul dintre colaboratorii ei tot mai activi și mai de valoare. 
Anii 1920, 1921, 1922 și 1923 nu sunt deosebit de productivi, căci în acest răstimp scriitorul publică destul de puțin: povestirile ce vor intra în volumul „Ulița copilăriei” și alte câteva ce nu vor rămâne decât în paginile revistei Viața românească, la care se adaugă traducerea articolului „Amintiri despre Tolstoi” al lui Maxim Gorki. Cartea Ulița copilăriei abordează tema pe care autorul o va relua mereu, a vârstei fericite și totodată ingrate, când în sufletele tinere se trezesc întâile febre puberale.
Începând cu anul 1924 însă, Ionel Teodoreanu începe lucrul la trilogia „La Medeleni”, publicând succesiv în revista Viața românească, până în anul 1928, părți ale celor trei volume ce compun acest roman: Hotarul nestatornic (1925), Drumuri (1926) și Între vânturi (1927). Critica a subliniat prospețimea condeiului său în evocarea copilăriei și a adolescenței exuberante. Criticul literar George Călinescu îi ironiza stilul încărcat, ușor baroc, poreclindu-l „Metaforel” și îi desființează în „Istoria literaturii române de la origini și până în prezent” cele trei romane ale ciclului „La Medeleni”. Călinescu creează chiar și un verb pentru a desemna stilul lui Teodoreanu, „a medeleniza”. Presărând cele trei părți ale cărții cu întâmplări din propria viață, se pierde subtil în analiza sufletului omenesc. Creează câteva tipuri memorabile de fete (Olguța, Monica).

Ionel Teodoreanu în perioada elaborării trilogiei La Medeleni

În ciuda ironiilor lui Călinescu se poate spune că romanul emană viață, învăluindu-și cititorii într-un voal al poeziei sufletului adolescentin. George Călinescu susține că literatura lirică și imagistică a lui Ionel Teodoreanu este „înrâurită” de Jules Renard, D. Anghel și Barbu Delavrancea.
La doar 30 de ani, Ionel Teodoreanu era deja un nume cunoscut al generației interbelice, un scriitor consacrat, având deja în palmaresul său literar trei volume de largă circulație, ce-l impun atât în fața publicului cât și a criticii, în ciuda unor rezerve ale celei din urmă. Trilogia „La Medeleni” a adus creatorului ei unul dintre cele mai neobișnuite succese, atât de public, cât și de librărie, din câte a cunoscut vreodată un scriitor român. Apariția acestui roman este momentul cel mai de seamă din ansamblul biografiei scriitoricești a lui Ionel Teodoreanu, el intrând sub tutela tiranică a primelor sale scrieri. De acum încolo, el va avea de purtat această povară a gloriei timpurii, așteptările criticii și ale publicului fiind mult mai mari. Chestiunea adecvării viziunii stilistice la problematica particulară a romanului va fi obsedantă pe întregul parcurs al activității scriitorului. „Tirania” stilului „medelenist” va fi pentru unii de-a dreptul neîndurătoare, iar alte maniere, unele în viziunea criticii cu totul facile, îl vor urmări și ele pe Ionel Teodoreanu, ca o fatalitate. În decursul anilor ce urmează după încheierea ciclului medelenist, vitrinele librăriilor vor beneficia de prezența permanentă a scriitorului ieșean. Numeroasele ediții ale Medelenilor vor fi însoțite de noi și noi titluri, romane în primul rând, dar și cărți de amintiri și memorialistică. 
Împărțindu-și timpul între baroul avocățesc (după Delavrancea, se pare că Ionel Teodoreanu a fost cel mai de seamă avocat-scriitor din câți au fost în România) și masa de scris, Ionel Teodoreanu va elabora, până prin 1947, aproape în fiecare an câte un volum, vizibilă fiind ambiția sa de a depăși tutela exercitată de propria sa capodoperă, romanul „La Medeleni”. 
Puțin cunoscut este faptul că, neîntrerupându-și activitatea de avocat și scriind în această perioadă două ample romane ( „Fata din Zlataust” si „Golia”), ambele în câte două volume, între 1930 – 1933, Ionel Teodoreanu deține postul de decan al Teatrului Național din Iași. Este singura funcție oficială pe care o are de-a lungul vieții. Perioada directoratului lui Ionel Teodoreanu rămâne un moment distinct, prin calitatea sa ridicată, în istoria Teatrului Național. Conștiinciozitatea exemplară și pasiunea nedezmințită, dublată de o remarcabilă competență, caracterizează în cel mai înalt grad persoana tânărului director.  

Tentativele sale de emancipare, convertite în opere de distinctă originalitate sunt primite cu entuziasm de cititori. Prin compensație față de duritatea și prozaismul vieții de după primul război mondial, anumite categorii de cititori se abandonează spiritului tumultuos, vital, dar și traversată de marile nostalgii ale adolescenței pierdute. Până la plecarea sa definitivă la București (1938), Ionel Teodoreanu a scris aproape anual un roman, unele considerate inconsistente, fiind respinse de critică („Crăciunul de la Silvestri”, 1934, „Secretul Anei Florentin”, 1937), iar altele, scrise fie sub semnul unei fericite inspirații lirice („Lorelei”, 1935), fie sub acela al unor ambițioase tentative de înnoire („Arca lui Noe”, 1936). Cu Arca lui Noe, Ionel Teodoreanu a vrut să-și cenzureze lirismul și să scrie, așa cum îi ceruse Garabet Ibrăileanu, un roman obiectiv, fără zarzări și fără risipă  de metafore. (Ov. S. Crohmălniceanu, op. cit. p. 337). Ionel Teodoreanu este considerat un minunat evocator al vieții și gândirii copiilor și adolescenților, dar Garabet Ibrăileanu îl numea pe drept „scriitorul unei generații” (scriitorul generației sale). 

Împreună cu Garabet Ibrăileanu la Mănăstirea Agapia

Ionel Teodoreanu este și evocatorul orașului Iași, oraș în care s-a născut și a trăit până în anul 1938. Acțiunea a aproape fiecărui roman se desfășoară în „dulce Târgul Ieșului” (așa cum a fost numit de autor) sau este măcar amintit. Deși unul din cei mai fanatici îndrăgostiți de bătrânul oraș moldovean, un paradoxal antiieșenism se afirmă încă din perioada Medelenilor, pentru ca în romanul „Bal mascat” fenomenul să ia forma programatică a unui rechizitoriu. Aceste sentimente, dar și mutarea Vieții românești la București, plecarea pe rând a celei mai mari părți din membrii grupării tot aici și dureroasa moarte a lui Garabet Ibrăileanu, la care se adaugă sfârșitul tatălui său, Osvald Teodoreanu în 1937, vor contribui toate la decizia de a părăsi Iașiul în favoarea Bucureștiului. S-a instalat în București, împreună cu familia, într-o casă din Intrarea Romană. 
La București își continuă firește atât activitatea literară, cât și pe cea de avocat. Odată cu stabilirea în București, însăși propria biografie ieșeană devine sursa de inspirație pentru una din direcțiile cele mai interesante ale operei lui Ionel Teodoreanu: memorialistica. Începutul este făcut de volumul „În casa bunicilor” (1938), spre a fi continuat de „Masa umbrelor” (1941) și de „Întoarcerea în timp” (1946). Scrierile ce urmează în această perioadă nu contrazic în esență structurile permanente ale personalității sale. Din perspectiva biografiei artistice nu se poate vorbi de o perioadă bucureșteană, după cea ieșeană. Este adevărat că unele din romanele acestor ani, fie în întregul lor („Hai Diridam” și „La porțile nopții”, 1946, „Zdrulă și Puhă”, 1948), fie fragmentar („Tudor Ceaur Alcaz”, 1940 – 1942), vădesc o accentuată preocupare de înnoire tematică, de abordare a tipologiilor și de creionare a cadrului de loc și timp, ce trimit direct la resursele oferite de imaginea existențială a capitalei. În ciuda unor vehemente contestații ale criticii, scriitorul își urmează cu aceeași fidelitate propriul destin artistic, fiind și acum tot atât de productiv. Notorietatea sa publică nu suferă cu nimic, iar consacrarea sa „oficială” prin introducerea în manualele școlare, în antologii și culegeri, după cum și prin unele transpuneri în alte limbi, continuă netulburată. Prieteniile literare mai vechi sau mai noi se continuă și ele, fiind apropiat de Sadoveanu, Tudor Arghezi, Al. A. Philippide, Adrian Maniu, Cezar Petrescu, Ion Pillat, Demostene Botez, Perpessicius, Tonitza, etc. Din marele număr de romane pe care prozatorul le publică între 1939 și 1948, singurul care se detașează prin reala sa valoare este „Prăvale Baba” (1940), acesta împreună cu cele trei cărți de amintiri și volumul de poeme postume „La porțile nopții” (după romanul cu același titlu) încheind în chip fericit traiectoria sinuoasă a creației lui Ionel Teodoreanu. Din păcate, în anii în care a mai trăit după cel de-al Doilea Război Mondial, scriitorul nu s-a mai făcut remarcat prin alte tentative de roman.
Întrebat ce prozatori din generația ivită după cel dintâi război mondial i-au reținut atenția, Liviu Rebreanu menționa printre primii, pe Ionel Teodoreanu: „căruia îi transmit salutul și mulțumirea mea pentru toate paginile pe care le-a scris și pe care le-am citit cu atât mai mare plăcere cu cât eu nu le-aș fi putut scrie niciodată”.

## Romane publicate
- La Medeleni, vol. I-III (1925–1927)
- Turnul Milenei (1928)
- Bal mascat (1929)
- Fata din Zlataust (1931)
- Golia (1933)
- Crăciunul de la Silvestri (1934)
- Lorelei (1935)
- Arca lui Noe (1936)
- Secretul Anei Florentin (1937)
- Fundacul Varlamului (1938)
- Prăvale-Baba (1939)
- Ce-a văzut Ilie Pânișoară (1940)
- Tudor Ceaur Alcaz, vol. I–IV (1940–1943)
- Hai-Diridam (1945)
- La porțile nopții (1946)
- Să vie  Bazarcă (1947, apărut postum in 1971)
- Zdrulă și Puhă (1948)

## Scrieri cu caracter memorialistic
- Ulița copilăriei (1923)
- În casa bunicilor (1938)
- Iarbă (1938)
- Întoarcerea în timp (1939)
- Masa umbrelor (1946)
- Cum am scris Medelenii (1978), apărut postum